# 神戸航空交通管制部
神戸航空交通管制部（こうべこうくうこうつうかんせいぶ）とは、兵庫県神戸市西区井吹台東町7丁目6－2に所在する航空交通管制部（国土交通省の地方支分部局）である。部内の航空管制機関である神戸管制区管制所（英語: Kobe area control center; Kobe ACC）で、航空路管制業務などを行う。ICAO空港コードは、RJBGである。

## 概要
航空交通管制部の再編に伴い、大阪航空局管区の低高度の航空交通管制を集約するため、2018年10月に設置された。設置にあたっては、廃止が予定されていた神戸航空衛星センター（2019年廃止）の施設を転用・改修する方針となり、2017年4月に、同センター内に準備室が設けられた。
まず、2018年9月30日に那覇航空交通管制部（那覇ACC）を廃止し、旧那覇管制部の担当空域をそのまま神戸航空交通管制部に移管する形で発足した。旧那覇ACCは神戸ACC那覇分室として、バックアップ施設となった。
設置時担当空域は沖縄地区の３セクター（沖之北、沖之南、宮古西）のみであった。2021年11月から2022年3月にかけて旧那覇ACCの高高度管制・N06周辺の低高度空域を福岡ACCに移管した。2022年2月以降、福岡ACCの管轄する低高度空域を随時神戸ACCに移管した。2023年度からは東京ACCの担当する空域のうち、北陸・上高地より西の地域の低高度空域を順次移管を受けている。
2025年3月20日現在、北陸・上高地より西（紀伊半島除く）、沖縄本島の中央部より北をおおよその担当空域とする。また、福岡ACCの西日本領域高高度のバックアップ機能を担当する（逆に、福岡ACCは神戸の各低高度領域のバックアップを担当。）。

## 沿革
- 2018年（平成30年）
  - 10月1日：神戸航空衛星センターにて神戸航空交通管制部発足。旧那覇管制部に那覇分室を設置。
  - 10月1日 - 10月9日：初期トラブルにより、管制業務を那覇分室で実施。
  - 10月10日 - トラブル対応完了し、神戸管制部で業務再開するも再度トラブル発生。
  - 10月15日 - 12月13日午前：システムメンテナンスのため、管制業務を再度那覇分室で実施。
  - 12月13日午後 - 従来システムを使用する形で神戸管制部での管制業務を再開。
- 2019年（平成31年）3月29日 - 神戸管制部のシステムを新システムへ移行[4]。
- 2021年（令和3年）1月・2月：福岡ACC低高度（F50-F54）を順次神戸ACCに移管[2]。
- 2021年（令和3年）12月：神戸ACCを33,500Ftを境に上下分離(N01, N02低高度をN55に、同高高度をN16に、N06高高度をN17に再編し、N06低高度を廃止）[2][5]。
- 2022年（令和4年）2月：神戸ACCの高高度セクタ（N16, N17）を福岡ACCに移管[2][5]。
- 2024年（令和6年）
  - 2月：東京ACCの高高度セクタ（T43, T44, T47-49）を神戸ACCに移管。
  - 6月：福岡ACCとの相互バックアップ開始。

## 担当エリア
2025年4月現在、セクター数は11。いずれも高度は33,500ft未満であり、33,500ft以上の高度はすべて福岡ACCが管轄している。コールサイン（無線呼び出し符号）は神戸コントロール（Kobe Control）。
バックアップとして福岡航空交通管制部内に非常用管制卓がある。コールサインは神戸コントロールF（Kobe Control F）。
| セクター | メイン       | メイン      | サブ   | サブ         | 備考                                                                                       |
| セクター | VHF          | UHF         | VHF    | UHF          | 備考                                                                                       |
| -------- | ------------ | ----------- | ------ | ------------ | ------------------------------------------------------------------------------------------ |
| N43      | 132.45       | 304.4       | 126.1  | 278.2        | おもに北陸、長野県を管轄。                                                                 |
| N44      | 123.9        | 255.2       | 126.1  | 278.2        | 岐阜県南部から阪神地区にかけてを管轄。一部は19,500ft以下が東京ACC(T38)の管轄となっている。 |
| N47      | 133.55       | 300.9       | 126.1  | 278.2        | 近畿北部を管轄。                                                                           |
| N48      | 133.8 125.6  | 287.6 317.1 | 126.1  | 278.2        | 山陰東部を管轄。                                                                           |
| N49      | 132.7        | 301.7       | 126.1  | 278.2        | 備讃瀬戸を管轄。一部は23,500ft以下がN48となっている。                                      |
| N50      | 127.15       | 251.0       | 134.6  | 316.4        | 四国太平洋側を管轄。一部は28,500ft未満がN54となっている。                                  |
| N51      | 132.5        | 246.1       | 134.25 | 315.5        | 中国地方西部を管轄。                                                                       |
| N52      | 135.65       | 227.2       | 134.25 | 315.5        | 四国・九州地方瀬戸内海沿岸を管轄。                                                         |
| N53      | 118.9        | 303.8       | 134.25 | 315.5        | 九州北部を管轄。                                                                           |
| N54      | 133.85       | 315.3       | 134.6  | 316.4 225.65 | 南九州などを管轄。一部は27,500ft以上がN55となっている。                                    |
| N55      | 132.35 119.3 | 301.2 279.2 | 134.6  | 225.65       | 薩南諸島～沖縄本島北部までを管轄。                                                         |

※表は2025年4月17日現在。周波数の単位はMHz。非常用周波数はVHF 121.5MHz, UHF 243.0MHz。